# Mike Grady (baseball)
Michael William Grady (né le 23 décembre 1869 et mort le 3 décembre 1943) était un joueur de baseball professionnel qui a joué au poste de receveur dans les ligues majeures de 1894 à 1906. Grady a joué pour les Phillies de Philadelphie, les Giants de New York, les Sénateurs de Washington et les Cardinals de St. Louis.
Grady a été l'un des premiers joueurs du comté de Chester, en Pennsylvanie, à jouer dans la Major League Baseball. Avant de signer avec les Phillies, il a joué dans la Brandywine AA League de West Chester.[réf. nécessaire]
Grady a fait ses débuts dans les ligues majeures le 24 avril 1894 en tant que membre des Phillies. Grady a atteint 0,363 au cours de sa saison recrue, au cours de laquelle le monticule a été ramené à sa distance actuelle de 60 pieds, 6 pouces de la plaque et trois voltigeurs des Phillies ont frappé plus de 0,400.
Grady est en grande partie célèbre pour une histoire apocryphe sur ses quatre erreurs d'alignement sur une seule pièce, une histoire qu'il racontait à plusieurs reprises longtemps après la fin de ses jours de jeu; cependant, il n'y a aucune trace contemporaine de ce qui s'est jamais produit, et l'histoire est presque certainement fictive.
Grady a compilé une moyenne de carrière de .294 au cours de ses 11 saisons dans les ligues majeures. Il a mené la ligue en OPS (une statistique couramment utilisée aujourd'hui qui ajoute un pourcentage de base au pourcentage de slugging) pour un receveur en 1904 et 1905, et a terminé troisième dans cette catégorie lors de sa dernière saison en 1906.
Au total, Grady a terminé sa carrière avec 884 coups sûrs, 35 circuits et 461 points produits. Après une saison recrue instable au cours de laquelle il a affiché un pourcentage défensif de .900, il a considérablement amélioré sa défense, complétant sa carrière avec une note de .950 dans cette catégorie.
Il a ensuite été joueur/entraîneur en 1907 et 1908 dans la Tri-State League.